# Verrès (Italie)
Pour les articles homonymes, voir Verrès.
 Verrès  est une commune de la Vallée d'Aoste, en Italie.

## Géographie
Le territoire communal de Verrès s’étend dans la basse vallée centrale de la Doire baltée, entre le cours de cette rivière, le mont Saint-Gilles au nord-est et le mont Carogne au sud-ouest. Situé à l’embouchure du val d’Ayas, il se trouve à 30 km d’Aoste. Le torrent Évançon traverse également la commune.

Localisation de la commune de Verrès à l'intérieur de la Vallée d'Aoste.

## Histoire
Verrès fut fondé à l'époque des Romains, sous le nom de Vitricium.
Au début du XIIIe siècle, son territoire devint un fief des seigneurs « De Verrecio » issus d'Odon et de ses frères fils d'Héliassin « de Porta Sancti Ursi », pour être cédé vers le milieu du siècle suivant à Yblet de Challant, qui ordonna la construction du château de Verrès. C'est ici que chaque année a lieu la célébration du carnaval historique (v. ensuite), rappelant l'histoire de Catherine de Challant et de Pierre Sarriod d'Introd.
À partir du XIe siècle, l'histoire du pays se lia avec celle de la Prévôté de Saint-Gilles, un complexe réalisé entre le XIe et le XIIIe siècle, dont la pièce plus précieuse est représentée par une fenêtre en pierre décorée, chef-d'œuvre d'art gothique valdôtain, dans la chapelle du sépulcre d'Yblet de Challant.
Le complexe rural des Murasses remonte à 1512, et se caractérise par une tour très proche de la tour de la colombière du château d'Issogne et par une étable à voûte baissée et par un colombier, entourés par une enceinte à merlons. Utilisés autrefois comme écurie, les Murasses accueillent aujourd'hui la bibliothèque communale et le siège administratif de la communauté de montagne Évançon.
Le long de la RN 26, près du carrefour pour Issogne, se trouvent les ruines de la Grange neuve, remontant sans doute au XIVe siècle et appartenant aux Challant.
Verrès a été siège cantonal de l'arrondissement d'Aoste, de 1802 à 1814.

## Blason
Le blason municipal s'inspire des armoiries des familles de Challant et de Valangin, et des barons de Beaufremont.

## Culture

### Monuments et lieux d'intérêt
- Château de Verrès ;
- Prévôté de Saint-Gilles ;
- La maison forte Turillia et la maison Ayra au hameau Torille[3] ;
- Arboretum La Borna di laou (signifiant en patois verressien, Tanière du loup), accueillant de monbreuses espèces exotiques, tel que le pin maritime, le chêne vert et le cèdre de l'Atlas ;
- les chapelles Notre-Dame des Douleurs, Notre-Dame des Grâces, Saint-Grat et Saint-Roch.

### Personnalités liées à Verrès
- Jean-Baptiste Laurent (dit Frère Gilles), religieux
- Amilcar Crétier, alpiniste
- Enrico Brambilla (1872-1940), industriel et bienfaiteur, fondateur de l'usine du même nom

### Fêtes, foires
- Le carnaval historique dans le château et dans les rues du bourg. Fin du mois de février (voir lien externe au fond de l'article) ;
- Le premier dimanche du mois de mai à septembre : Petit marché verressien des brocanteurs.

### Université
À Verrès se situe un siège détaché de la faculté pour ingénieurs en génie mécanique auprès de l'École polytechnique de Turin.

## Sport
Dans cette commune se pratique le palet, l'un des sports traditionnels valdôtains.

## Économie
La commune de Verrès fait partie de la communauté de montagne Évançon, dont elle accueille le siège administratif.

## Administration

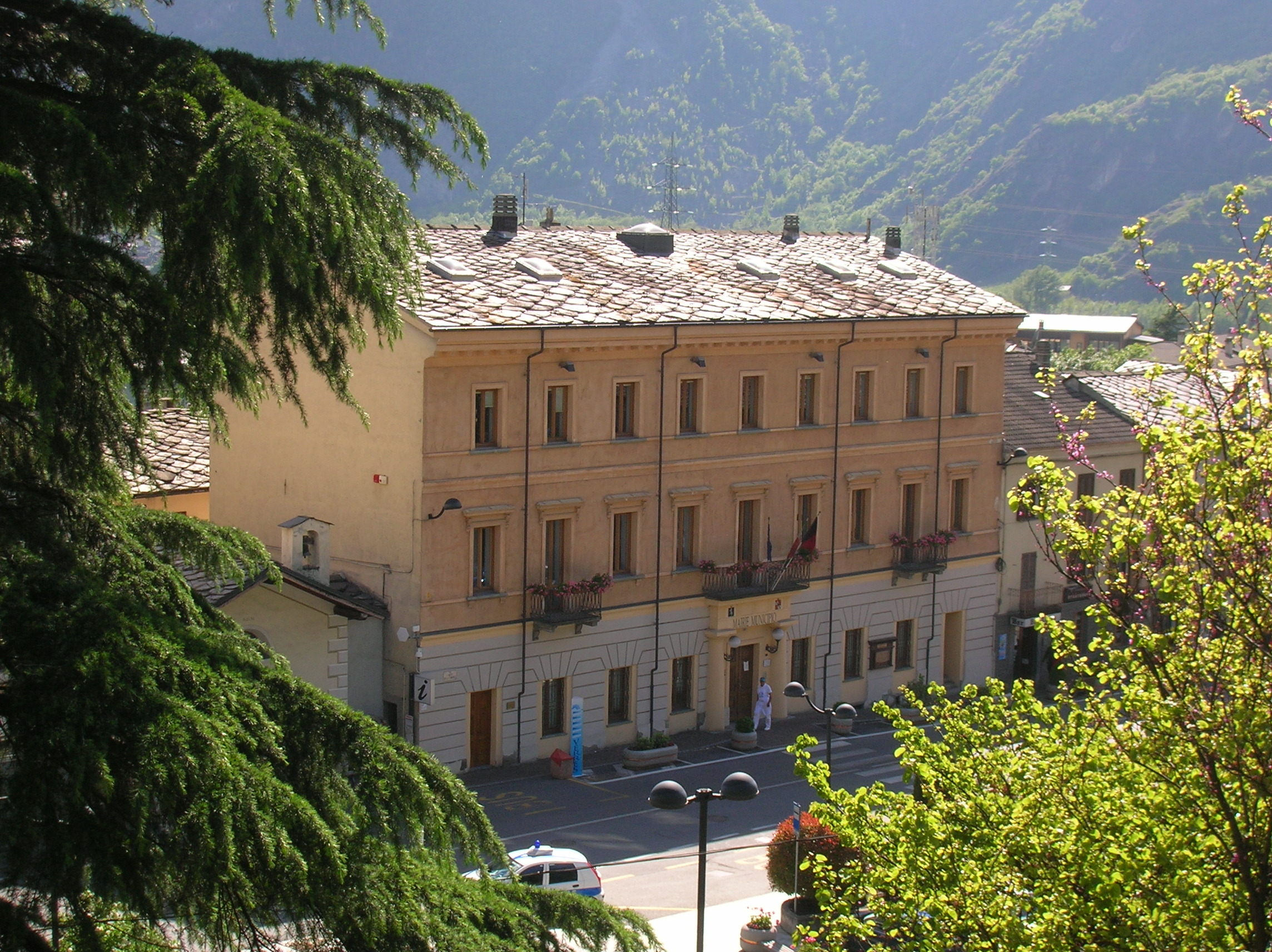
La maison communale.

| Période                                  | Période        | Identité            | Étiquette     | Qualité |
| ---------------------------------------- | -------------- | ------------------- | ------------- | ------- |
| 1995                                     | 2008           | Piero Prola         | Liste civique | Syndic  |
| 30 septembre 2008                        | 24 maggio 2010 | Piera Squinobal     | Liste civique | Syndic  |
| 24 mai 2010                              | 11 mai 2015    | Luigi Mello Sartor  | Liste civique | Syndic  |
| 11 mai 2015                              | En cours       | Alessandro Giovenzi |               | Syndic  |
| Les données manquantes sont à compléter. |                |                     |               |         |

### Hameaux
La Barmaz, Le Baracon, Bérat, Carogne, Casset, Champore, Chopine, Chavascon, Le Crest, Le Glair, Le Gramonier, La Grange Neuve, La Murasse, La Nâche, Omeins, Piet, Polarey, Possuey, Praz-Ussel, Couassod, Roléchon, Riorte, Riverolaz, Rovarey, Sérémont, La Tour, Torille, Vert, Vianad, Vigne-Gard, Veusoz

### Communes limitrophes
Arnad, Challand-Saint-Victor, Champdepraz, Issogne, Montjovet

## Transports

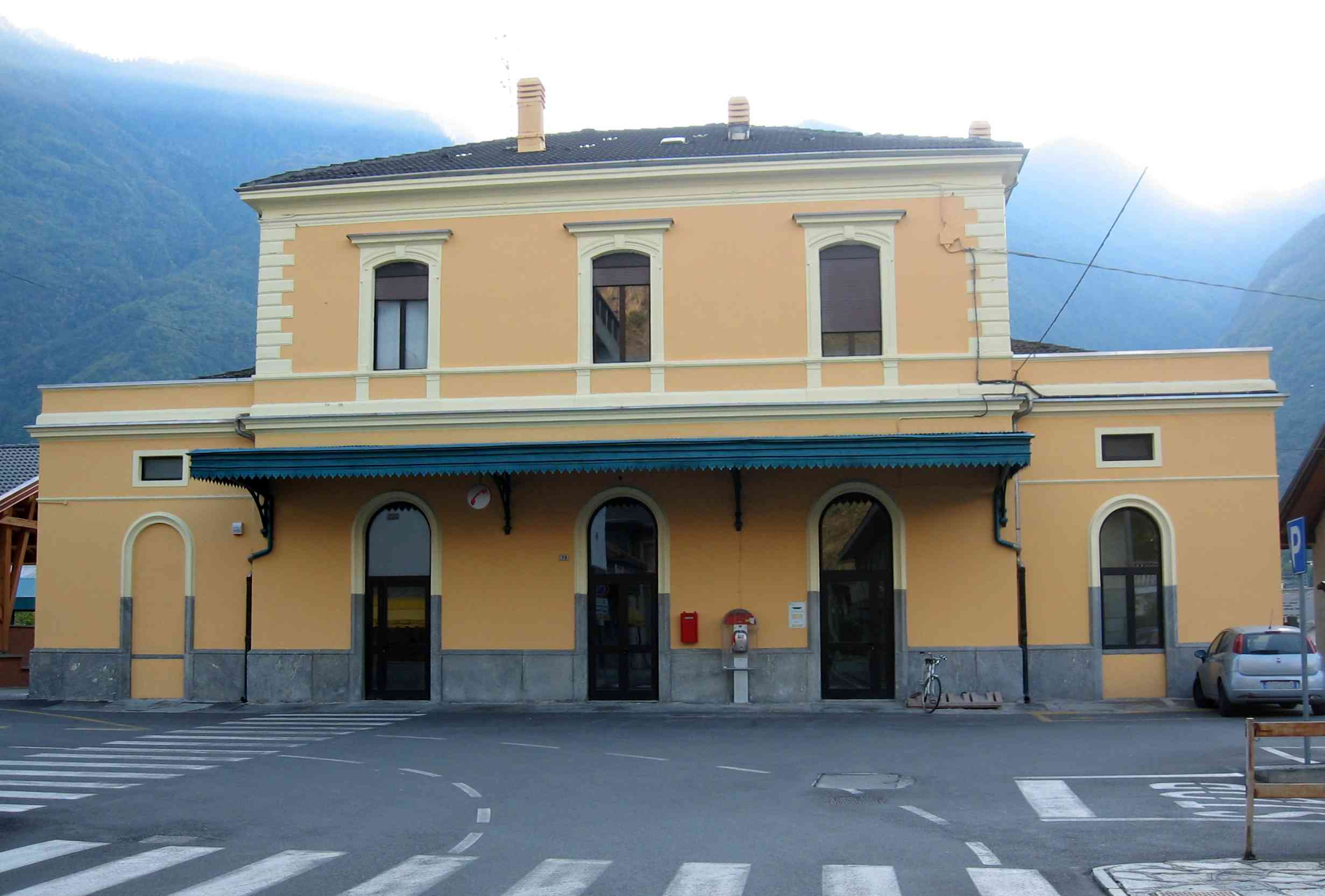
La gare de Verrès.

La commune est desservie d'une gare ferroviaire sur la ligne Chivasso - Aoste, desservie par un train toutes les demi-heures.

## Jumelages
Moûtiers (France)

## Photographies

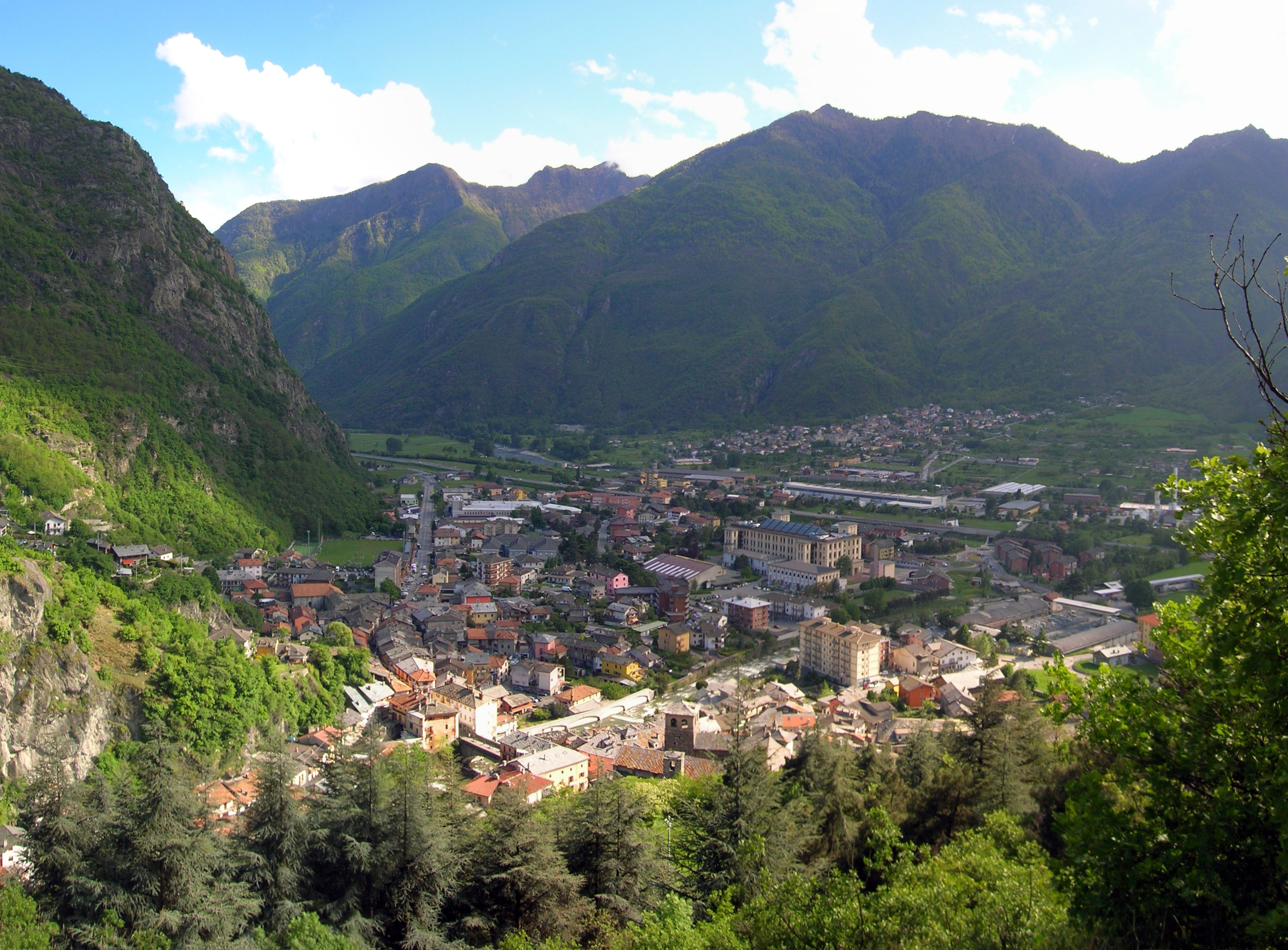
Vue de Verrès, et, au-delà de la Doire, d'Issogne.
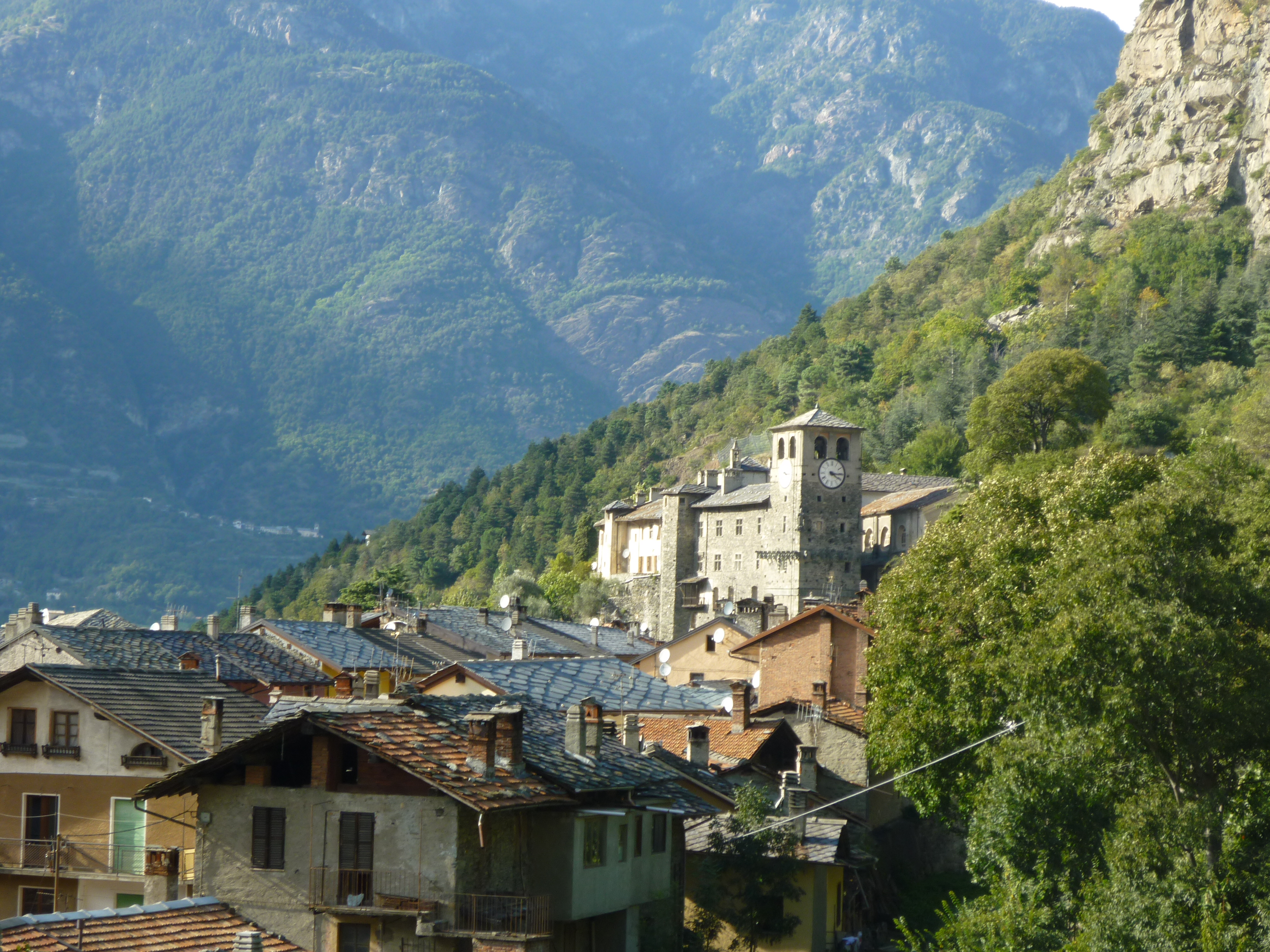
La prévôté de Saint-Gilles.
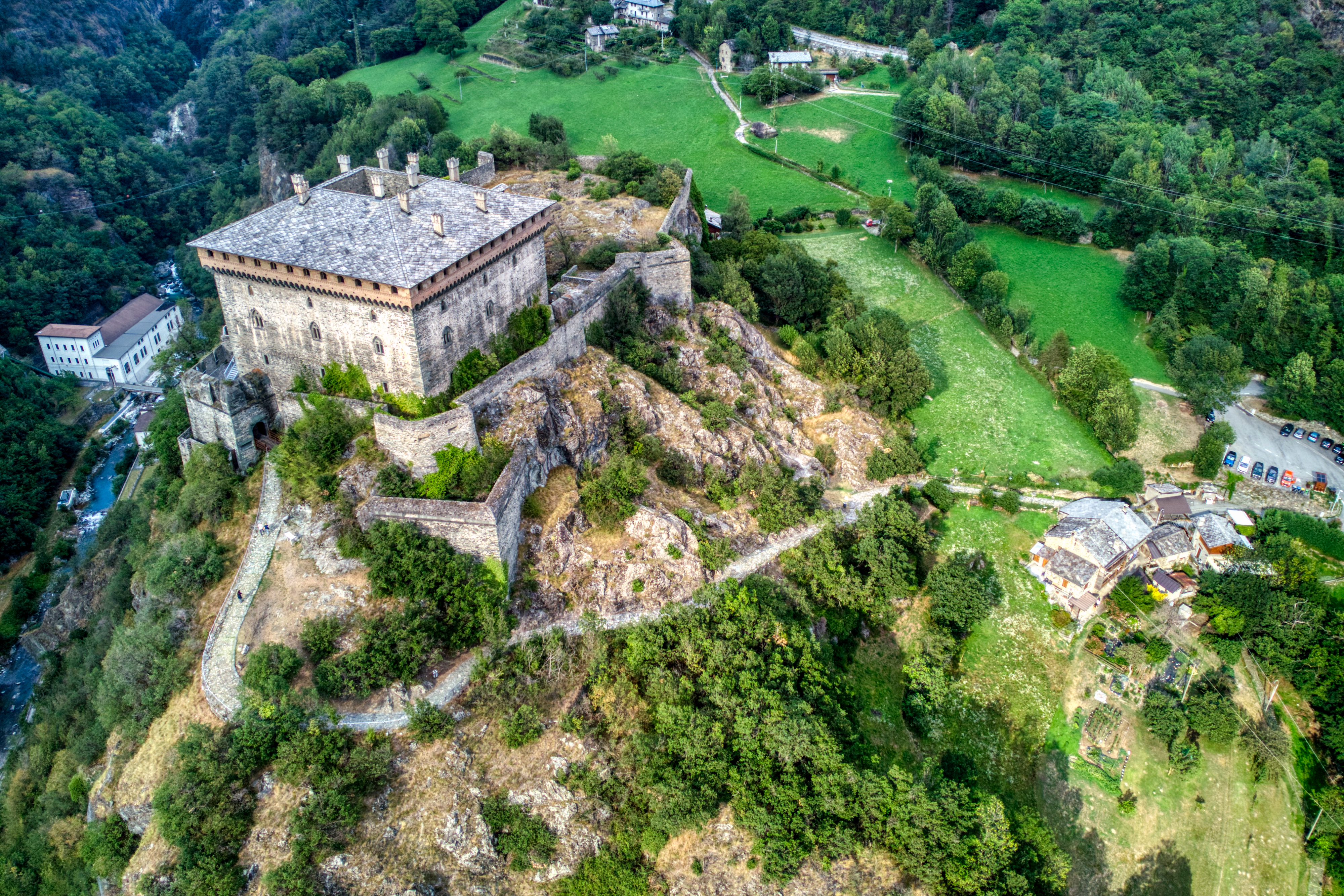
Le château de Verrès.
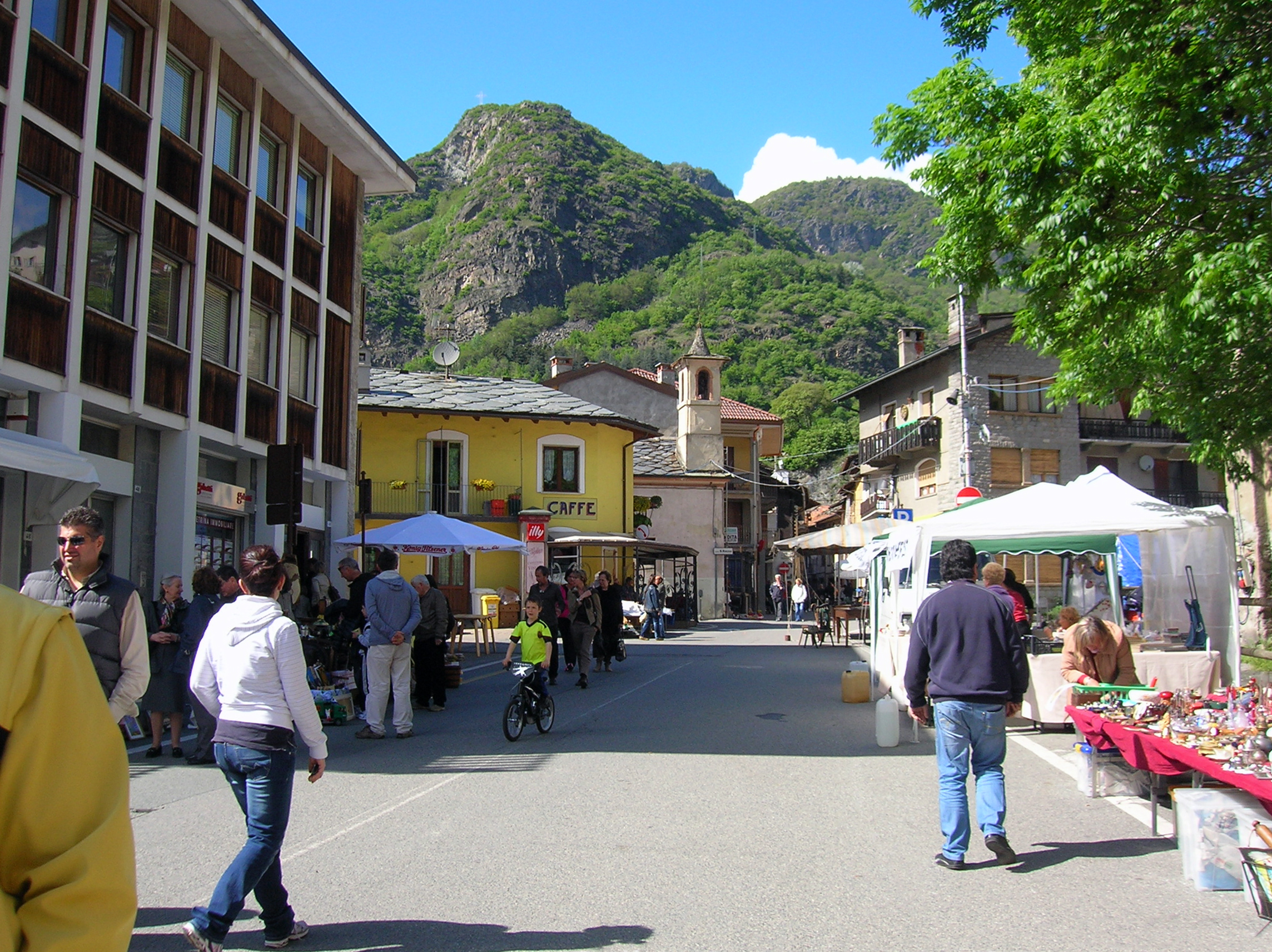
Le bourg.
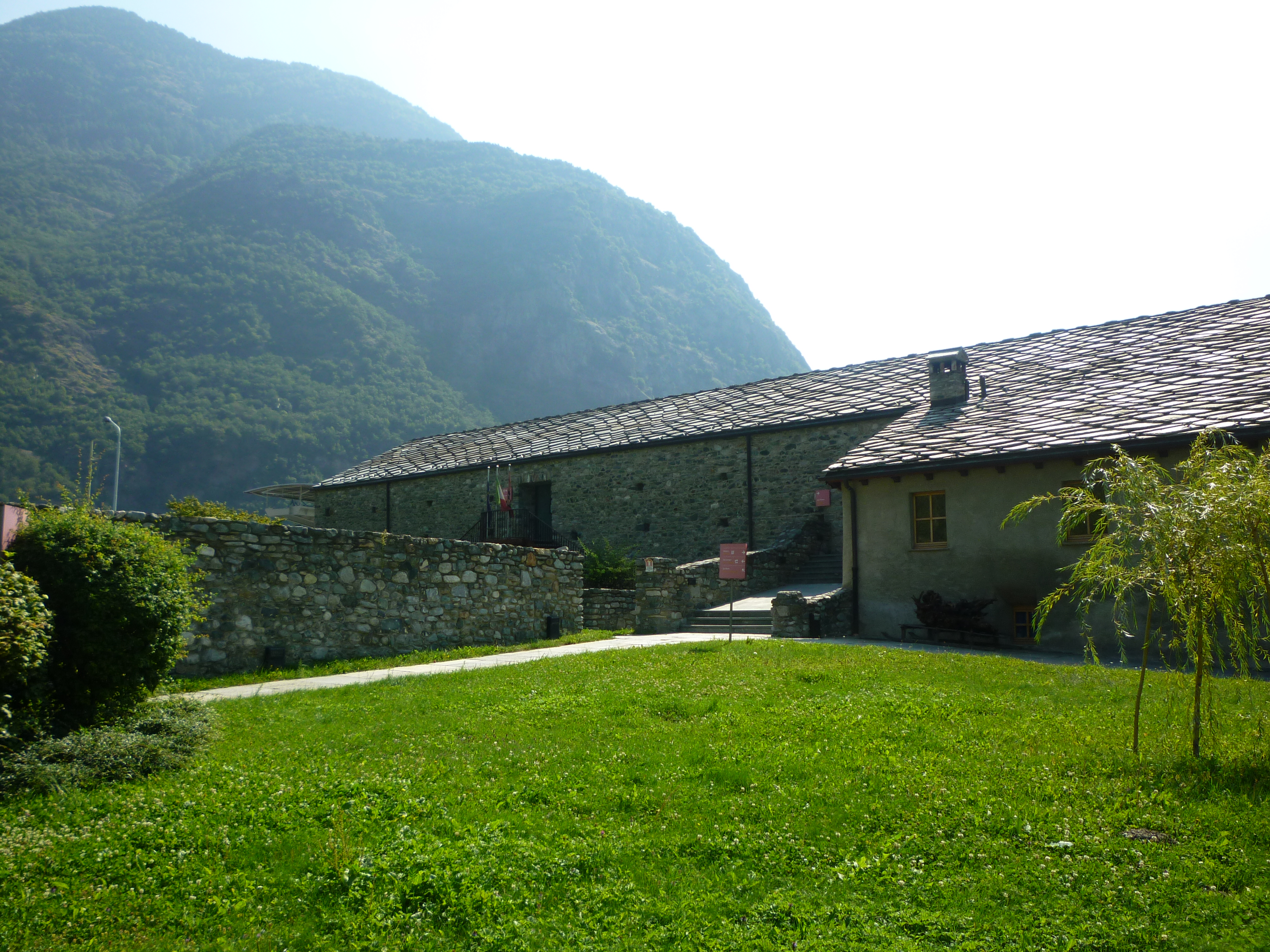
Le centre polyvalent de la Murasse, où siègent la bibliothèque communale et la Communauté de montagne Évançon.